# あした (映画)
『あした』は、大林宣彦監督の日本映画作品。1995年9月23日公開。原作は赤川次郎の小説『午前0時の忘れもの』。尾道市を舞台にした、“新尾道三部作”の2作目に当たるのが本作品である。前作の『ふたり』と同様、人の死に関する事が重要なテーマになっている。なお、原作と違う映画のタイトルは赤川自身が考え出した。

## あらすじ
小型客船・呼子丸が嵐のなか尾道沖で遭難し、乗客9名全員の絶望が伝えられてから三ヶ月。残された恋人、夫、妻、家族のもとには、「今夜午前0時、呼子浜で待っている」という不可解なメッセージが次々と届き、それぞれの者が、それぞれの思いを抱えたまま呼子浜の待合所に続々と集まってくる。温泉旅行に来ていた女子大生・原田法子（高橋かおり）は、自分の勘違いで最終便の船に間に合わなくなり、友人の綿貫ルミ（朱門みず穂）とともに、呼子浜の待合所で過ごすことになってしまい、不思議な一夜を過ごすことになる。

## スタッフ
- 脚本：桂千穂
- 監督：大林宣彦
- 撮影：坂本典隆
- 美術：竹中和雄
- 音楽：學草太郎、岩代太郎
- 主題歌：「あした」唄：原田知世
- 製作：出口孝臣、芥川保志、大林恭子、宮下昌幸
- プロデューサー：大林恭子、高桑晶子
- 制作：アミューズ、PSC、イマジカ、プライドワン
- カラー：アメリカン・ビスタサイズ

## キャスト
- 原田法子：高橋かおり
- 大木貢：林泰文
- 錦貫ルミ：朱門みず穂
- 朝倉恵：宝生舞
- 高柳淳：柏原収史
- 金澤弥一郎：植木等 - 第8回日刊スポーツ映画大賞助演男優賞受賞
- 金澤澄子：津島恵子
- 金澤正：篠崎杏兵
- 池之内勝：ベンガル
- 山形ケン：小倉久寛
- 笹山剛：岸部一徳
- 笹山哲：田口トモロヲ
- 永尾要治：峰岸徹
- 永尾厚子：小林かおり
- 永尾しづか：大野紋香
- 小沢小百合：洞口依子
- 安田沙由利：椎名ルミ
- 森下薫：井川比佐志
- 森下美津子：多岐川裕美
- 一ノ瀬布子：根岸季衣
- 呼子丸船長：大前均
- わたし：原田知世 - ゲスト出演
- 旅館の女将：入江若葉
- 池之内歌子：増田恵子
- 床屋の源さん：坊屋三郎
- 恵の母：赤座美代子
- 恵の先生：尾美としのり
- 恵の同級生：向江玲香
- 永尾の部下・直子：中江有里
- 沙由利の同僚：藤谷美紀
- 水泳部部長：奈美悦子
- オルガンを弾く先生：奥村公延
- 法子の少女時代：野村佑香
- 貢の少年時代：窪島誠司
- 貢の母：風吹ジュン

## 主題歌

### 概要
表題曲は同名映画の主題歌。鈴木慶一によるプロデュース作品で、原田自身が作詞を担当している。カップリング曲「平凡な日々」は、作詞作曲ともに原田自身が手掛けている。

### 収録曲
1. あした（7:06）
  - 作詞：原田知世 / 作曲：坂下正俊 / 編曲：鈴木慶一
2. 平凡な日々（4:44）
  - 作詞・作曲：原田知世 / 編曲：鈴木慶一
3. あした〈Instrumental〉（7:03）

## 製作
原田知世は出演予定も主題歌も歌う予定はなかったが、自ら大林に売り込んできて、「こういう役をやってみたい」とセリフや演出なども提案し、大林は当然これを喜び、全て採用し、出演と主題歌も歌った。
映画の主要な場面である呼子浜は架空のもので、尾道市向島町立花の私有地に待合所と桟橋も含めて建設された。すべて映画の美術セットながら、桟橋もしっかりと作られており、大林の尾道作品の中でも特に大がかりなセットとなった。桟橋はきちんと潮の満ち引きを計算して作られたものである。撮影終了後、港の待合所のセットは尾道市向島町兼吉のフェリー乗り場に移築。船ではなく、バスの待合室として現在（2011年）も使用されている。
実際に瀬戸内の航路で使われ廃船となった船を映画の中で「呼子丸」として使用している。本編で沈めた船も同じで、CGは一切使われていない。撮影後は、移築された待合室の近くの桟橋にしばらくの間係留されていたが、以前から老朽化した船であったのと、沈める際に穴を開けたダメージとで徐々に水没したため、やむなく廃棄された。

## 備考
- 中国放送の当時の人気地元番組「週刊パパたいむ」の人気リポーターだった松本裕見子が、工場の食堂で食事をとっている女性としてエキストラ出演している。また、中国放送の社員がロケスタッフとして参加したこともあり、この番組などでロケの様子が頻繁に取り上げられていた。
- 大林映画の大ファン・立川志らくが中でも一番好きという本作を2008年6月舞台化して新宿紀伊國屋ホールで上演した[4][5][6]。